# کوه بزد
قله بزد در شرق روستایی به همین نام در شهرستان تربت جام واقع شده است.